# Endrin
Endrin je organoklorid, ki je bil primarno uporabljen kot insekticid. Je v trdnem stanju, brez barve in vonja, vendar je za komercialne namene pogosto sivkast.  Prav tako se uporablja za zatiranje glodavcev. Spojina je postala zloglasna kot obstojno organsko onesnaževalo in je zaradi tega prepovedana v številnih državah.

## Proizvodnja in uporaba
Endrin se proizvaja v več korakih iz heksaklorociklopentadiena. Diels-Alderjev dodatek acetilena daje izomer heksakloronorbornadien. Spojina gre nato ponovno skozi Diels-Alderjev postopek, tokrat s ciklopentadienom. Policiklični derivat je epoksidiran, kar da endrin. Endrin je stereoizomer dieldrina.
Večina (približno 80 %) endrina je bila uporabljena kot sprej za zatiranje žuželčjih škodljivcev v pridelavi bombaža. Prav tako je bil uporabljen na rižu in v manjši meri na sladkornem trsu. V majhnih količinah so ga uporabljali za sladkorno peso, v Avstraliji za tobak. Občasno je bil uporabljen v sadovnjakih za zatiranje glodavcev. Z njim so jeseni in spomladi poškropili tla pod drevesi.

## Okoljski problemi
Uporaba endrina je prepovedana v veliko državah. Kot podobni organokloridni pesticidi je lipofilen, zaradi česar se kopiči v maščobnem tkivu vodnih živali. Po nekaterih ocenah je njegova razpolovna doba v zemlji več kot 10 let. V primerjavi z dieldrinom je endrin manj obstojen v okolju.

## Varnost
Endrin je strup z LD50 17,8 in 7,5 mg/kg (oralno, podgana). Akutna zastrupitev z endrinom pri ljudeh primarno prizadene živčevje. Hrana, zastrupljena z endrinom, je povzročila več zastrupitev po vsem svetu, še posebej pri otrocih. Oralno zaužit endrin se po večini odstrani iz telesa skozi blato. Zelo je strupen za vodne organizme, posebej ribe, vodne nevretenčarje in fitoplankton.